# Conradijn Cunaeus

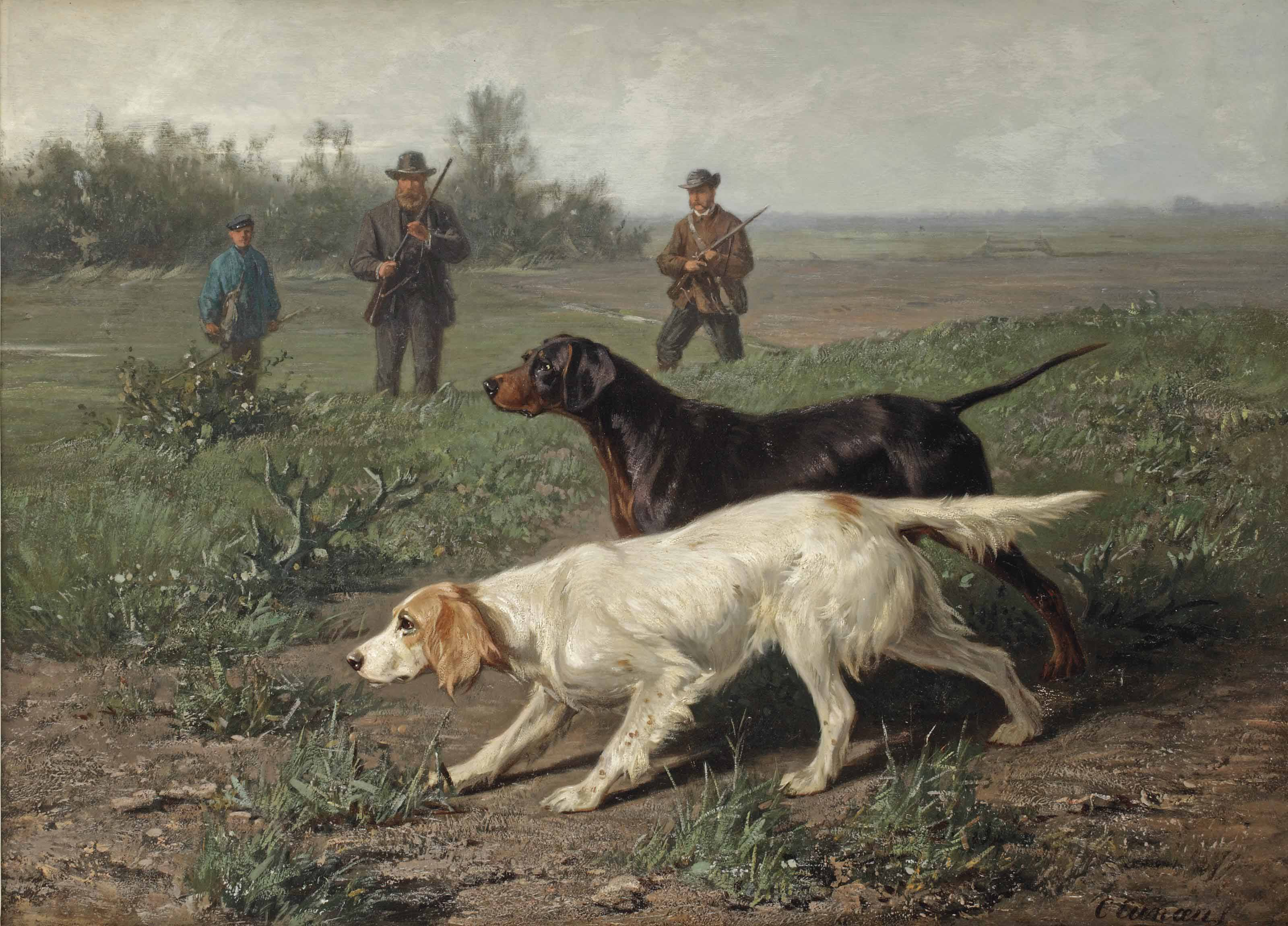
Zwei Setter, die eine Duftspur aufnehmen

Conradijn Cunaeus (* 1. November 1828 in Dendermonde; † 5. September 1895 in Nieuwer-Amstel) war ein niederländischer Tiermaler sowie Lithograf.

## Leben
Cunaeus studierte von 1844 bis 1849 an der Koninklijke Akademie van Beeldende Kunsten (Amsterdam) und bei Nicolaas Pieneman. Von 1854 bis 1868 lebte er in Koudekerk aan den Rijn, später von 1870 bis 1888 in Amsterdam, dann in Nieuwer-Amstel.
Er beschäftigte sich fast ausschließlich mit der Tiermalerei, hauptsächlich von Hunden. Neben den Gemälden schuf er Lithografien. Er wurde 1850 Mitglied von „Arti et Amicitiae“ in Amsterdam. Er zeigte seine Werke von 1847 bis 1884 auf den Ausstellungen in Amsterdam und Den Haag.